# Leopoldo Eijo y Garay
Leopoldo Eijo y Garay (ur. 11 kwietnia 1878 w Vigo, zm. 31 lipca 1963 w Madrycie) – hiszpański duchowny rzymskokatolicki, w latach 1922–1963 biskup Madrytu, patriarcha. 

## Życiorys
Został wyświęcony na księdza 27 grudnia 1900. 8 listopada 1914, w wieku 36 lat, został wyświęcony na biskupa Tui-Vigo. W 1917 został ordynariuszem Vitorii. W tym samym roku opublikował swoją pierwszą książkę: El primer origen de la vida según el Hexámeron y según la ciencia („Pierwsze źródło życia według Heksameronu i według nauk”).
26 czerwca 1923 został biskupem Madrytu. To stanowisko pełnił przez ponad 40 lat, co czyni go rekorodzistą wśród współczesnych biskupów hiszpańskich.
Biskup Eijo y Garay odegrał ważną rolę w rozwoju Opus Dei. Ks. Josemaria Escriva przybył do jego diecezji w 1927 i zawsze na bieżąco informował kurię o przebiegu jego pracy duszpasterskiej. 
W latach (1946–1963) posiadał tytuł Patriarchy Indii Zachodnich. Uczestniczył w pracach I sesji Soboru Watykańskiego II.